# Lilla Rågsjön
Lilla Rågsjön är en sjö i Alingsås kommun i Västergötland och ingår i Göta älvs huvudavrinningsområde. Sjön är 14,1 meter djup, har en yta på 0,021 kvadratkilometer och är belägen 144 meter över havet.